# Tarczownik
Tarczownik – średniowieczny żołnierz, którego głównym zadaniem było osłanianie innych żołnierzy (np. łuczników, kuszników) przed atakiem wroga za pomocą dużej tarczy.
We wczesnośredniowiecznej Polsce: podstawowa jednostka wojskowa, piechota słowiańska.
Słowiańscy tarczownicy wyposażeni byli we włócznie, topory oraz tarcze.

## Historia
W kronice polskiej autorstwa Galla Anonima spisanej po łacinie w latach 1112–1116. We fragmencie opisującym polskie siły bojowe w poszczególnych miastach Bolesława Chrobrego Gall notuje, że miał on w "Z Poznania (...) 1300 pancernych i 4000 tarczowników, z Gniezna 1500 pancernych i 5000 tarczowników, z grodu Władysławia 800 pancernych i 2000 tarczowników, z Giecza 300 pancernych i 2000 tarczowników."